# Roderick Chase
Roderick Chase (* 12. Oktober 1967) ist ein ehemaliger barbadischer Radrennfahrer.

## Sportliche Laufbahn
Chase war im Bahnradsport aktiv und Teilnehmer der Olympischen Sommerspiele 1988 in Seoul. Im 1000-Meter-Zeitfahren belegte er beim Sieg von Alexander Kiritschenko den 24. Platz. Im Punktefahren war er im Vorlauf ausgeschieden.